# Transporte en la Región de Murcia
La Región de Murcia cuenta con un servicio de transportes de carreteras, ferrocarril, marítimo y aéreo.

## Entidad Pública de Transporte (EPT)
La Entidad Pública del Transporte de la Región de Murcia fue una entidad pública empresarial adscrita a la consejería competente en materia de transportes. Tenía como finalidad la planificación, ordenación y gestión de los servicios de transporte público regular de viajeros, urbanos e interurbanos por carretera y los que se prestasen mediante tranvía, así como potenciar y estimular el uso del transporte colectivo.
La EPT era miembro de pleno derecho del OMM, organismo creado a iniciativa del Grupo de Reflexión establecido por las Autoridades de transporte público de las áreas metropolitanas españolas con los Ministerios de Fomento y Medio Ambiente y asimismo formaba parte de la European Metropolitan Transport Authorities (EMTA).
Fue suprimida por el gobierno regional en octubre de 2012.

## Transporte por carretera

### Vehículo eléctrico
La comunidad autónoma e Iberdrola han acordado para la implantación y el desarrollo en toda la Comunidad de la red de servicio a coches eléctricos.

### Autobús
El gobierno autonómico posee la titularidad de las concesiones de transporte interurbano de viajeros por carretera de la Región de Murcia, entre las que se incluyen las de las áreas metropolitanas de Murcia y Cartagena, mientras que las líneas urbanas son de titularidad municipal de los respectivos Ayuntamientos.
A continuación, se detallan las principales empresas que operan en la comunidad.

#### Líneas urbanas
| Municipio              | Denominación comercial                | Nombre completo                        | Grupo empresarial                                                                         |
| ---------------------- | ------------------------------------- | -------------------------------------- | ----------------------------------------------------------------------------------------- |
| Murcia                 | Transportes de Murcia                 | UTE Transportes de Murcia              | Empresa Martín, S.A. y Empresa Ruiz, S.A. (Grupo Ruiz) y Fernanbus, S.A. (Grupo Transvia) |
| Murcia                 | Transporte de Murcia y Pedanías (TMP) | UTE Pedanías de Murcia                 | Castromil, S.A.U., Alcalabus, S.L. y La Hispano Igualadina, S.L. (Grupo Monbus)           |
| Cartagena              | ALSA                                  | Transportes Urbanos de Cartagena, S.A. | ALSA y Ayuntamiento de Cartagena                                                          |
| Lorca                  | Limusa                                | Limpieza Municipal de Lorca, S.A.      | Ayuntamiento de Lorca                                                                     |
| Archena                | Mellizo                               | Autocares Mellizo, S.L.                | Autocares Mellizo, S.L. y Ayuntamiento de Archena                                         |
| Yecla                  | Autobuses urbanos de Yecla            | Autobuses urbanos de Yecla, S.L.       | Autobuses urbanos de Yecla, S.L. y Ayuntamiento de Yecla                                  |
| Torre-Pacheco          | Bus Urbano Torre-Pacheco              | El Pasico Bus, S.L.                    | El Pasico Bus, S.L.                                                                       |
| Los Alcázares          | Travelpym                             | Travelpym, S.L.                        | Travelpym, S.L.                                                                           |
| Mazarrón               | Martínez                              | Autocares Justo Martínez, S.L.         | Autocares Justo Martínez, S.L.                                                            |
| Águilas                | Águilas Movilidad                     | Águilas Movilidad, S.L.                | Orbitalia Tours, S.L.                                                                     |
| Las Torres de Cotillas | Aurbús                                | Aurbús, S.A.                           | Aurbús, S.A.                                                                              |
| Molina de Segura       | Bus Urbano Molina                     | Autocares de Molina                    | Autocares de Molina, S.L.                                                                 |
| Cieza                  | Bus Urbano Cieza                      | Ziezar Autocares                       | Ziezar Autocares del Segura, S.L.                                                         |
| Calasparra             | Bus Urbano Calasparra                 | Ayuntamiento de Calasparra             | Ayuntamiento de Calasparra                                                                |

#### Líneas interurbanas
| Ámbito                                    | Denominación comercial | Nombre completo                                | Grupo empresarial                     |
| ----------------------------------------- | ---------------------- | ---------------------------------------------- | ------------------------------------- |
| Área metropolitana de Murcia              | Movibus                | Interurbana de Autobuses, S.A. Alcalabus, S.L. | Grupo Interbus Grupo Monbus           |
| Área metropolitana de Cartagena-Mar Menor | Movibus                | Transportes Urbanos de Cartagena, S.A.         | ALSA y Ayuntamiento de Cartagena      |
| Región de Murcia                          | Interbus               | Interurbana de Autobuses, S.A.                 | Grupo Interbus                        |
| Región de Murcia                          | Martínez               | Autocares Justo Martínez, S.L.                 | Autocares Justo Martínez, S.L.        |
| Región de Murcia                          | López Fernández        | Autocares López Fernández, S.L.                | Autocares López Fernández, S.L.       |
| Región de Murcia                          | Bus Línea 5            | Bus Línea 5, S.L.                              | Bus Línea 5, S.L.                     |
| Región de Murcia                          | Sánchez Gil            | Autobuses Francisco Sánchez Gil, S.L.          | Autobuses Francisco Sánchez Gil, S.L. |
| Región de Murcia                          | Espuña                 | Autocares Espuña, S.L.                         | Autocares Espuña, S.L.                |

### Red de Carreteras de la Región de Murcia

#### Autovías autonómicas
| Identificador | Nombre                            | Itinerario                                             |
| ------------- | --------------------------------- | ------------------------------------------------------ |
| RM-1          | Autovía San Javier-Zeneta         | Santomera - San Javier                                 |
| RM-2          | Autovía Alhama-Campo de Cartagena | Alhama de Murcia - Los Alcázares                       |
| RM-3          | Autovía Totana-Mazarrón           | Totana - Mazarrón                                      |
| RM-15         | Autovía del Noroeste              | Alcantarilla - Caravaca de la Cruz                     |
| RM-16         | Autovía del Aeropuerto            | A-30 - Aeropuerto Internacional de la Región de Murcia |
| RM-17         | Autovía de conexión A-30 y RM-16  | A-30 - RM-16                                           |
| RM-23         | Autovía de conexión RM-2 y RM-3   | RM-2 - RM-3                                            |
| En proyecto   |                                   |                                                        |
| RM-4          | Autovía Yecla - Santomera         | Yecla - Santomera                                      |
| RM-7          | Autovía Jumilla - Caravaca        | Jumilla - Caravaca de la Cruz                          |
| RM-10         | Autovía Caravaca - Lorca          | Caravaca de la Cruz - Lorca                            |
| RM-?          | By-pass Oeste de Murcia           | A-30 Molina de Segura - A-7 Alcantarilla               |
| RM-?          | By-pass Noroeste                  | Archena - Albudeite                                    |
| RM-?          | Autovía de Fortuna                | Molina de Segura - Fortuna                             |
| RM-?          | Autovía de Altorreal              | Altorreal - Murcia                                     |

#### Red de primer nivel

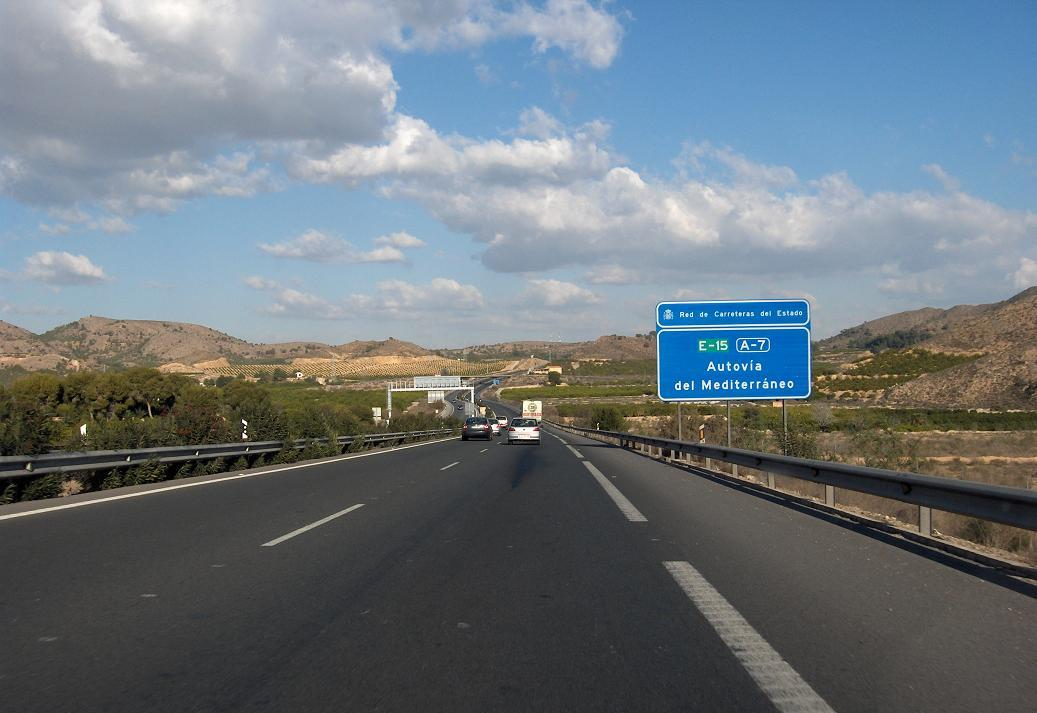
Autovía del Mediterráneo.

| Identificador | Itinerario                                                     |
| ------------- | -------------------------------------------------------------- |
| RM-11         | Carretera Lorca-Águilas                                        |
| RM-12         | Carretera de La Manga                                          |
| RM-19         | Carretera del Mar Menor                                        |
| RM-36         | Ronda Transversal de Cartagena                                 |
| RM-301        | Estación de Alquerías - San Javier                             |
| RM-303        | Santomera - Los Ramos                                          |
| RM-332        | Cartagena - Ctra. Lorca a Águilas                              |
| RM-333        | Águilas - Límite con Andalucía (dir. Vera)                     |
| RM-412        | RM-423 - Abanilla                                              |
| RM-414        | Santomera - Abanilla                                           |
| RM-422        | Venta Collares - Límite con Comunidad Valenciana (dir. Pinoso) |
| RM-424        | Yecla - Límite con Comunidad Valenciana (dir. Pinoso)          |
| RM-425        | Yecla - Límite con Comunidad Valenciana (dir. Villena)         |
| RM-426        | Yecla - Límite con Castilla-La Mancha (dir. Almansa)           |
| RM-602        | Miranda - Los Muñoces                                          |
| RM-711        | Venta Cavila - Lorca                                           |
| RM-714        | Jumilla - Caravaca                                             |
| RM-730        | Caravaca - Límite con Andalucía (dir. Puebla Don Fadrique)     |

### Red de carreteras del Estado en la Región de Murcia
| Identificador | Itinerario                                                |
| ------------- | --------------------------------------------------------- |
| AP-7          | Frontera de Francia - Algeciras                           |
| A-7           | La Junquera - Algeciras                                   |
| A-30          | Albacete - Cartagena                                      |
| A-91          | Puerto Lumbreras-Límite con la provincia de Almería A-92N |
| N-301         | Ocaña - Murcia                                            |
| N-332         | San Pedro del Pinatar - Valencia                          |
| N-340         | Puerto Real - San Felíu de Llobregat                      |
| N-342         | Jerez de la Frontera - Puerto Lumbreras                   |
| N-344         | Almería - Fuente de la Higuera                            |

#### Autovías urbanas del área metropolitana de Murcia
- MU-30
- MU-31

#### Autovías urbanas del área metropolitana de Cartagena
- CT-31
- CT-32
- CT-33
- CT-34

## Transporte por ferrocarril

Red de ferrocarriles de la Región de Murcia.

Los servicios de ferrocarril en la Región de Murcia son de dos tipos: ancho ibérico, métrico y estándar (operados por Renfe) y el Tranvía de Murcia:

### Tren

#### Servicio de cercanías

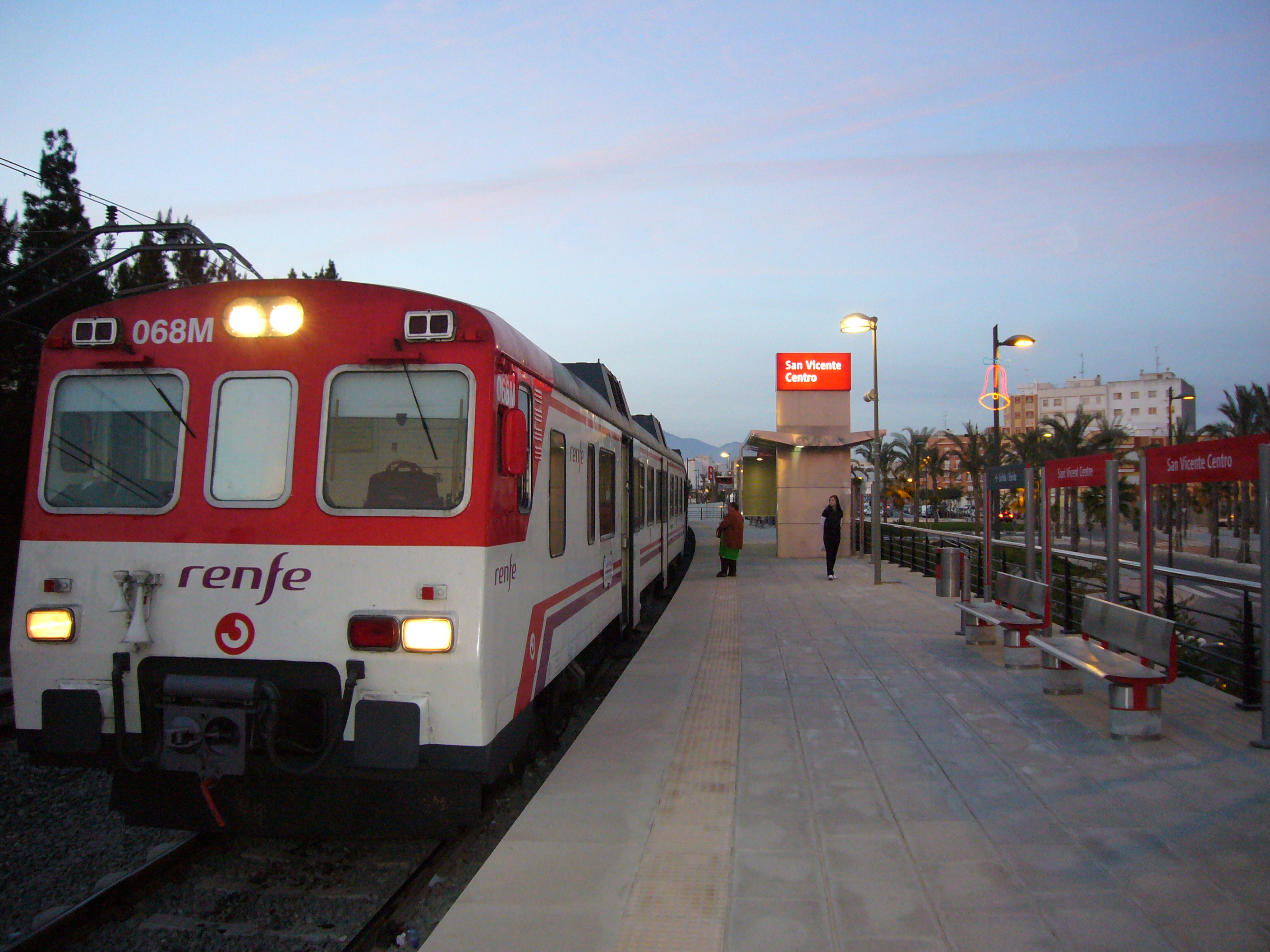
Cercanías utilizado en el núcleo Murcia/Alicante.

|  | Murcia - Elche - Alicante |
|  | Murcia - Lorca - Águilas  |
|  | Cartagena - Los Nietos    |

#### Estaciones importantes de la Región de Murcia
- Murcia del Carmen
- Lorca Sutullena
- Cartagena

Está prevista la futura implantación del tren-tram (que permita la intermodalidad con otros medios de transporte públicos, como el autobús, dado que el sistema tranviario permite realizar paradas cada 400 metros) en los municipios de La Unión y en los de la Comarca del Mar Menor, incluyendo La Manga, previa ampliación del actual trazado ferroviario, utilizando las vías de la C-4f.  Estos tranvías tendrían como sistema de tracción diésel-eléctrico, contando con un motor diésel que hace las funciones de generador y alimenta unos motores eléctricos de tracción. Esta transformación aún no se ha llevado a cabo ni está sobre la mesa desde 2011.

### Tranvías
Solo la ciudad de Murcia cuenta con servicio de tranvías. 
Hasta la primera mitad del Siglo XX Murcia, como otras muchas ciudades españolas, disponía de una amplia red de tranvías urbanos e interurbanos. Con la llegada de la era del petróleo fueron sustituidos por autobuses de combustión. En el año 2002 el Ayuntamiento de Murcia retomó de nuevo la idea del tranvía al igual que lo han hecho en otras capitales. 
Actualmente presta servicio la línea 1 que une Murcia con el Campus Universitario de Espinardo y la Universidad Católica de Murcia, y con los centros comerciales y estadio de la Nueva Condomina; y ya están proyectadas y listas para ejecución dos líneas más: la línea 2 que unirá Murcia con Alcantarilla y Espinardo y la línea 3, que irá desde Murcia a la ciudad sanitaria, en El Palmar. Todas las líneas de tranvía tendrán parada en la estación de Adif Murcia del Carmen, que se convertirá en un gran intercambiador entre autobuses (urbanos e interurbanos), líneas de tranvía y trenes (cercanías, media, larga distancia y alta velocidad -AVE).

## Transporte marítimo

Contraseña de la provincia marítima de Cartagena.

Algunos puertos en la Región de Murcia son:

### Puerto de Cartagena
- Puerto de Cartagena. Dependiente del Ministerio de Fomento, al estar dentro de los puertos de interés del Estado.
  - Actividades y usos: , , , , , ,  y

### Puerto de Mazarrón
- Puerto de Mazarrón.
  - Actividades y usos:  y .
- Puerto deportivo de Mazarrón.
  - Actividades y usos: .

### Puerto de Águilas
- Puerto de Águilas.
  - Actividades y usos:  y .
- Puerto de uso deportivo "Juan Montiel". [9]
  - Actividades y usos: .
- Puerto deportivo "Club Náutico de Águilas". [9]
  - Actividades y usos: .

## Transporte aéreo
En la Región de Murcia hay un aeropuerto perteneciente a Aena, el aeropuerto de Murcia-San Javier, de tipo civil y militar.

### Aeropuerto de Murcia-San Javier
El aeropuerto de Murcia-San Javier (MJV) es una base aérea del Ejército del Aire de España abierta al tráfico civil. La terminal y pista civil son propiedad de Aena. Con casi dos millones de pasajeros al año, esta base aérea fue remodelada en 1995 para usarlo como aeropuerto civil. Recibe un gran número de aerolíneas chárter. En 2010 se construyó una segunda pista para segregar los tráficos civiles y militares y mejorar la capacidad del aeropuerto.

### Aeropuerto Internacional de la Región de Murcia
También conocido como Aeropuerto de Corvera, está situado entre las pedanías murcianas de Corvera y Valladolises. Es el único existente en la Región de Murcia que opera vuelos civiles tras quedar para uso exclusivamente militar el aeropuerto de Murcia-San Javier. Las obras comenzaron en el año 2008. La Consejería de Obras Públicas esperaba que estuviera finalizado para 2010, aunque diversos retrasos acabaron retrasándolo hasta 2019.